# Ghanas grundlagsomröstning 1992
En grundlagsomröstning hölls i Ghana den 28 april 1992. Valet gällde huvudsakligen ett återinförande av ett flerpartisystem och principer för maktdelningen mellan presidenten och parlamentet.

## Bakgrund
Jerry Rawlings hade kommit till makten genom en militärkupp i december 1981.

## Resultat
| Val                               | Röster    | Procent |
| --------------------------------- | --------- | ------- |
| För                               | 3,408,119 | 92.59   |
| Emot                              | 272,855   | 7.41    |
| Totalt                            | 3,680,974 | 100     |
| Källa: African Elections database |           |         |